# J. Michael Lane
John Michael Lane (Boston, 14 de febrero de 1936 - Atlanta, 21 de octubre de 2020) fue un epidemiólogo estadounidense que fue director del programa de Erradicación Mundial de la Viruela del Servicio de Inteligencia Epidémica entre 1973 y 1981, y desempeñó un papel en la erradicación de la viruela en 1977.

## Primeros años
John Michael Lane nació el 14 de febrero de 1936 en Boston, hijo de Eileen O'Connor y Alfred Baker Lewis. Su madre Eileen era directora de Planned Parenthood y su padre era tesorero de la NAACP. Tenía un hermano, un medio hermano y dos medio hermanas. Cuando tenía seis años, su familia se mudó a Greenwich, donde estudió en la escuela privada Brunswick. Se graduó con una licenciatura de la Universidad de Yale en 1957, un título médico de la Universidad de Harvard en 1961 y un título en epidemiología de salud pública de la Universidad de California en Berkeley, en 1967. Completó su internado en el Bellevue Hospital, en Nueva York.

## Carrera

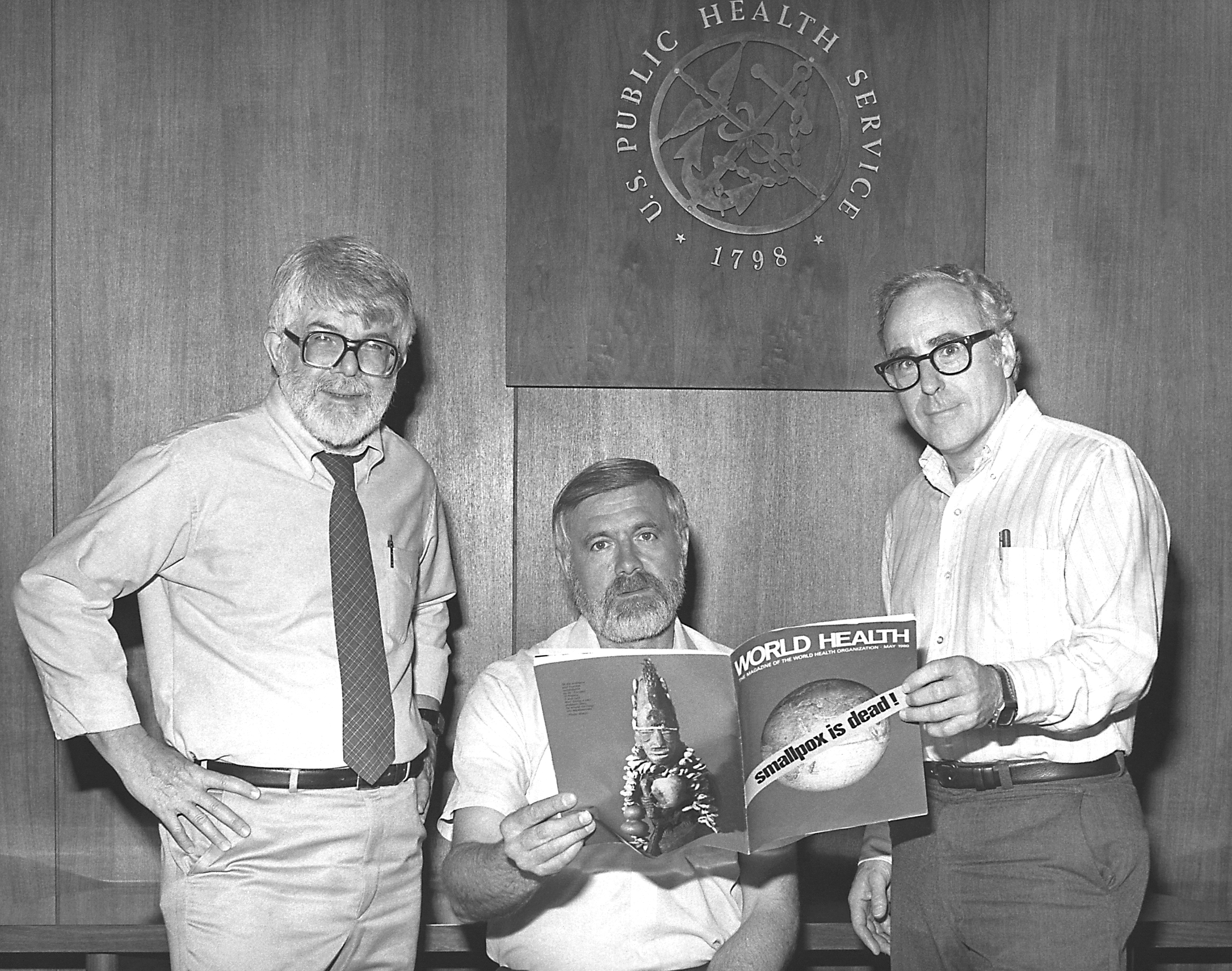
Lane (derecha) con J. Donald Millar y William Foege, directores anteriores del Programa Mundial de Erradicación de la Viruela con el anuncio mundial de la erradicación de la viruela, 1980.

Lane comenzó su carrera en el Servicio de Inteligencia Epidémica de los Centros para el Control y la Prevención de Enfermedades (CDC) en 1963 como epidemiólogo. Fue asignado a la división de viruela y otras enfermedades infecciosas dentro de los CDC. Durante este tiempo, viajó a países de África y el sudeste asiático, incluidos Pakistán, India, Bangladés e Indonesia, para emprender campañas de vacunación y combatir el brote de la enfermedad.
En 1973, fue nombrado director del programa de Erradicación Mundial de la Viruela. Ocupó este cargo hasta 1981 como el último director del programa, supervisando con éxito la erradicación de la enfermedad en 1977. El último caso de la enfermedad se notificó en Somalia en 1977 y se declaró erradicada en 1980. Hablando más tarde de las estrategias adoptadas, relataría el papel de los voluntarios que administrarían las vacunas y el proceso de vacunación en sí. También habló sobre la importancia de cooperar con los líderes regionales tribales locales para garantizar que los programas se administran a la población local. Una estrategia adicional que se adoptó para evitar la escasez de vacunas fue pasar de la 'vacunación masiva' a la 'vacunación en anillo', con la última estrategia centrada en la 'vigilancia y contención' y la vacunación centrada en las aldeas con víctimas conocidas.
Después de su papel en el programa de Erradicación de la Viruela, permaneció en el CDC como director del Centro de Servicios de Prevención hasta 1987. Luego pasó a enseñar en la Universidad de Emory en Atlanta entre 1988 y 1991, y en la Universidad Nacional de Australia entre 1991 y 1993, donde ayudó a establecer el Programa de Capacitación en Epidemiología de Campo de Australia y se desempeñó como director del programa. Regresó a enseñar en la Universidad de Emory en 1993 y continuó hasta 2001.
A principios del siglo XXI, Lane propuso la destrucción de las existencias de vacuna contra la viruela, debido a su uso potencial como arma bioterrorista, y pidió que Rusia y Estados Unidos destruyeran las vacunas restantes.

## Vida personal
Lane se casó con su primera esposa Carolina Hernández en 1969. La pareja se divorció en 1998. Posteriormente se casó con su segunda esposa Lila Elizabeth Summer en 1998. Era un ávido observador de aves, excursionista y buceador, y completó un viaje por todo el país desde Atlanta a Seattle cuando tenía 79 años.
Falleció el 21 de octubre de 2020 a los ochenta y cuatro años en su casa de Atlanta debido al cáncer de colon que padecía.

## Seleccionar publicaciones
- Winkelstein, Warren; French, Fern E.; Lane, J. Michael (1969). Basic Readings in Epidemiology (en inglés). MSS Educational Publishing Company.